# 南園律
南園 律（みなぞの りつ）は日本の小説家、推理作家。2009年、東京創元社主催の第3回ミステリーズ!新人賞最終候補作になった短編「最上階ペンタグラム」を大幅改稿・連作化した短編集『最上階ペンタグラム』でデビューした（第3回の受賞者は秋梨惟喬と滝田務雄）。
覆面作家であり、生年や出身地等は明かされていない。

## 作品リスト
単行本
- 最上階ペンタグラム （ミステリ・フロンティア、東京創元社、2009年2月）ISBN 978-4-488-01753-8
  - 迷宮チェイス
  - 最上階ペンタグラム - 第3回ミステリーズ!新人賞最終候補作
  - 楽園ギミック
  - 葬送シャレード